# Narudzja
Narudzja (georgiska: ნარუჯა) är en daba (stadsliknande ort) i Georgien. Den ligger i regionen Gurien, i den västra delen av landet. Narudzja ligger 144 meter över havet och antalet invånare var 2 148 år 2014.